# Город за рекой
«Город за рекой» (нем. Die Stadt hinter dem Strom) — роман Германа Казака, опубликованный в 1947 году в Берлине. Наряду с романами Томаса Манна и Гюнтера Грасса считается одним из наиболее знаковых немецких романов, написанных в Германии после Второй мировой войны.

## История
Герман Казак начал работу над «Городом за рекой» в 1942 году, и в 1946 сокращённый вариант романа был опубликован в берлинской газете «Der Tagesspiegel». Законченный вариант был издан в 1947 году. Роман был хорошо принят и вскоре переведен на несколько языков. В 1949 году Казак получил премию Теодора Фонтане. В 1955 немецкий композитор Ханс Фогт пишет оперу «Город за рекой», премьера которой проходит в Висбадене.
Казак не оставил нацистскую Германию, он относится к так называемым писателям «внутренней эмиграции». Роман написан в русле послевоенной мифологической прозы, но в нём также наблюдаются элементы магического реализма, экзистенциализма и экспрессионизма.
В своем произведении Казак попытался показать и объяснить смысл жизни и смерти для человека, закономерности бытия и неизбежность разрушения. В романе подняты глобальные проблемы, всегда волновавшие человечество в целом и Германию в частности, и основным из проблемных вопросов как для человечества, так и для героя является вопрос выбора между гуманным и антигуманным, войной и миром, жизнью и смертью.

## Содержание
Главный герой романа — Роберт Линдхоф, учёный, получает приглашение на работу в некий город за рекой. Прибыв в безымянный город, герой встречает свою возлюбленную, Анну, и отца, которых считал умершими, В Префектуре Роберт справляется о своей работе, и Высокий Комиссар объявляет о его назначении архивариусом городского Архива. Роберт соглашается, но остаётся в замешательстве. Основная и единственная его задача — ведение Хроники города мёртвых, что вызывает у Линдхофа большие затруднения. 
Поначалу Роберт пытается спрятаться в Архиве, как в своеобразной «башне из слоновой кости», и заняться изучением материалов, но задача написания хроники требовала глубокого проникновения в суть событий, происходящих в городе. Художник и друг Катель лишь проводник и экскурсовод, не дающий никаких обширных комментариев, представляет архивариусу самому постигать окружающее. Решив, что Хроника должна быть свободна от всех субъективных замечаний, Роберт решает сначала проникнуть во все тайны города.
Город за рекой — зеркало нацистской Германии: жизнь и поведение горожан в городе строго регулируются и контролируются; проверке подвергаются не только каждое письменное высказывание, но и даже мысли, которые при подходящей возможности используются как обвинительный материал.
«Познавательное» путешествие Роберта Линдхофа по мрачным лабиринтам разрушенного войной города открывает ему безнадежность, безвыходность положения и то, что не всем дана возможность вернуть жизни ее сокровенную тайну о смысле жизни и смерти, утраченную современным человеком.
Только с помощью своей возлюбленной Анны Роберт смог обрести ясность происходящего. Роберт и Анна — это современные Орфей и Эвридика. Герой прибыл в город для того, чтобы освободить свою любимую. Кульминационным моментом романа является ночь любви Анны и Роберта. Здесь к нему приходит прозрение и осознание того, что он находится в городе мертвых.
В конце романа Роберт Линдхоф возвращается в мир живых и видит те же руины, тот же город, и, по сути, мёртвых жителей. Он не сходит с поезда, а продолжает вечным странником путешествовать по разрушенной стране в вагоне поезда, читая всем свою Хронику. Роберт умирает от сердечного приступа, увидев свою семью, — и вновь оказывается в городе за рекой, теперь в качестве жителя, не помня, что уже жил в нём.